# Poppy Pattinson
Poppy Pattinson (Houghton-le-Spring, Reino Unido, 30 de abril de 2000) es una futbolista profesional inglesa que juega como lateral izquierdo en el Brighton & Hove Albion de la Superliga femenina inglesa.

## Carrera del club

### Primeros años
Pattinson comenzó su carrera juvenil en Sunderland Girls' Academy, donde jugó desde los 8 hasta los 13 años. En 2013, Pattinson se mudó para jugar en Middlesbrough.

### Sunderland
En 2015, Pattinson regresó a Sunderland. Hizo dos apariciones en la WSL 1 para el club durante la Serie de primavera de 2017.

### Ciudad de Manchester
Antes de la temporada 2017-18, Pattinson fichó por el Manchester City. El 20 de agosto de 2017, hizo una aparición con la selección absoluta en una derrota amistosa de pretemporada ante el 1. FFC Frankfurt. de la Bundesliga. Pattinson estuvo involucrado en un equipo de la jornada competitiva senior, como suplente no utilizado en una victoria en la fase de grupos de la Copa WSL sobre Doncaster Rovers Belles en diciembre de 2017. El equipo de desarrollo de Manchester City ganó tanto la División Norte de la Liga de la Academia FA WSL como la Copa de la Liga de Desarrollo en un 3 –1 victoria sobre la Birmingham City Academy en 2017–18. Pattinson hizo 15 apariciones en ambas competencias.

### Ciudad de Brístol
Pattinson fichó por el Bristol City en agosto de 2018. Firmada en la primera ventana bajo la nueva gerente Tanya Oxtoby, se convirtió en una parte integral del equipo, apareciendo en todos los juegos de la WSL menos uno cuando Bristol terminó sexto. Una lesión en el pie hizo que Pattinson se perdiera la primera mitad de la temporada 2019-20, y solo regresó al equipo en diciembre mientras el equipo luchaba contra el descenso. Pasó dos temporadas con el club y decidió irse después de la expiración de su contrato en junio de 2020 a pesar de que el club admitió en su comunicado que era una oferta sustancial para retener sus servicios.

### Everton
El 7 de julio de 2020, se anunció que Pattinson había firmado un contrato de dos años con el Everton. Dejó el Everton, en junio de 2022, al final de su contrato.

### Brighton y Hove Albion
El 13 de julio de 2022, Pattinson firmó un contrato de dos años con Brighton & Hove Albion.

## Carrera internacional
Pattinson ha representado a Inglaterra en los niveles sub-17, sub-19 y sub-21.
En 2017, Pattinson formó parte del equipo que compitió en el Campeonato Femenino Sub-17 de la UEFA de 2017 en la República Checa. Marcó el primer gol de Inglaterra en el torneo, un gol en el minuto 9 en la victoria por 5-0 sobre la República de Irlanda. En 2017, Pattinson formó parte del equipo que pasó por la clasificación para el Campeonato Femenino Sub-19 de la UEFA de 2018, y finalmente perdió ante Alemania en la ronda élite. Sin embargo, el equipo se clasificó al año siguiente con Pattinson jugando cinco veces durante ambas etapas de la clasificación para el Campeonato Femenino Sub-19 de la UEFA de 2019, pero no fue seleccionado en el equipo para el torneo propiamente dicho en julio de 2019. En cambio, fue convocada para el equipo sub-21 para el Torneo Abierto Nórdico Sub-23, apareciendo en un 4-1 sobre Holanda el 1 de junio de 2019. Volvió a participar con la selección sub-21 en marzo de 2020 para una doble jornada de amistosos contra Francia con Inglaterra ganando ambos.

## Estadísticas de carrera

### Club
Actualizado al 4 de febrero de 2023.
| Club                   | Estación      | Liga          | Liga         | Liga      | Copa FA      | Copa FA   | Copa de la liga | Copa de la liga | Total        | Total     |
| Club                   | Estación      | División      | aplicaciones | Objetivos | aplicaciones | Objetivos | aplicaciones    | Objetivos       | aplicaciones | Objetivos |
| ---------------------- | ------------- | ------------- | ------------ | --------- | ------------ | --------- | --------------- | --------------- | ------------ | --------- |
| Sunderland             | 2017          | WSL 1         | 2            | 0         | 0            | 0         | 0               | 0               | 2            | 0         |
| ciudad de Manchester   | 2017-18       | WSL 1         | 0            | 0         | 0            | 0         | 0               | 0               | 0            | 0         |
| Ciudad de Brístol      | 2018-19       | FA WSL        | 19           | 0         | 1            | 0         | 5               | 0               | 25           | 0         |
| Ciudad de Brístol      | 2019-20       | FA WSL        | 6            | 0         | 2            | 0         | 0               | 0               | 8            | 0         |
| Ciudad de Brístol      | Total         | Total         | 25           | 0         | 3            | 0         | 5               | 0               | 33           | 0         |
| Everton                | 2020-21       | WSL           | 11           | 0         | 2            | 1         | 3               | 0               | dieciséis    | 1         |
| Everton                | 2021-22       | WSL           | 17           | 0         | 3            | 0         | 3               | 0               | 23           | 0         |
| Everton                | Total         | Total         | 28           | 0         | 5            | 1         | 6               | 0               | 39           | 1         |
| Brighton y Hove Albion | 2022-23       | WSL           | 10           | 0         | 1            | 0         | 3               | 0               | 13           | 0         |
| Carrera total          | Carrera total | Carrera total | 65           | 0         | 9            | 1         | 14              | 0               | 88           | 1         |

1. ↑  Incluye la FA Cup
2. ↑  Incluye la League Cup